# Episparis spilothyris
Episparis spilothyris là một loài bướm đêm trong họ Erebidae.